# Remain in Light
Remain in Light is het vierde album van de Amerikaanse postpunkgroep Talking Heads en het laatste album dat Brian Eno voor de band produceerde. Mede door het soloproject My life in the bush of ghosts van David Byrne en Eno was de relatie tussen hen en Tina Weymouth/Chris Frantz bekoeld.

## Achtergrond
Op Remain in Light worden de kenmerken van Fear of Music en My life in the bush of ghosts, namelijk funk, Afrikaanse polyritmiek en sampling, verder uitgewerkt. Het resultaat zijn overwegend lange nummers die dankzij hun funky groove, met een sterke rol voor keyboards, elektronica en Afrikaanse polyritmiek, een krachtige hypnotische sound opleveren. Om het geluid compleet te krijgen wordt het viertal aangevuld met gastmuzikanten, waaronder een complete koperblazerssectie en de gitarist Adrian Belew, bekend van zijn werk bij Frank Zappa en later bij King Crimson. Andere gastmusici zijn Robert Palmer, Nona Hendryx en Jon Hassel. Het nummer Once in a lifetime is een vaste waarde in de Top 2000.
In 1980 en 1981 toerde Talking Heads als ondersteuning van het album. Daartoe werd de band met zeven leden uitgebreid: Adrian Belew, Bernie Worrell, Jose Rossy, Steven Stanley, Busta Cherry Jones en, in het achtergrondkoortje, Hendryx en Dollette McDonald.
In 1996 coverde Phish het volledige album. In 2018 coverde Angelique Kidjo eveneens het volledige album.

## Nummers
Anders dan wat abusievelijk op de cover van het album staat vermeld, zijn alle nummers geschreven door Byrne, Eno, Frantz, Jerry Harrison en Weymouth.

### Side 1
1. "Born Under Punches (The Heat Goes On)" – 5:46
2. "Crosseyed and Painless" – 4:45
3. "The Great Curve" – 6:26

### Side 2
1. "Once in a Lifetime" – 4:19
2. "Houses in Motion" – 4:30
3. "Seen and Not Seen" – 3:20
4. "Listening Wind" – 4:42
5. "The Overload" – 6:00